# Athletik (Zeitschrift)
Athletik ist der Name einer deutschen Fachzeitschrift für Gewichtheben, Kraftsport und Fitness.
Offizieller Name ist „Athletik - Zeitschrift für Gewichtheben, Kraftsport, Fitness u. Gesundheit“. Sie ist die älteste Kraftsportzeitung der Welt und kommt monatlich heraus. Es ist das offizielle Veröffentlichungsorgan des Bundesverband Deutscher Gewichtheber (BVDG). Jeder Verein im BVDG ist verpflichtet, zwei Exemplare für 2 Euro abzunehmen. Es werden offizielle Bekanntgaben des Verbandes und Berichte rund um die jeweiligen Sportarten gedruckt.